# Conflit corse
 (mars 2021).
La mise en forme du texte ne suit pas les recommandations de Wikipédia : il faut le « wikifier ».
Les points d'amélioration suivants sont les cas les plus fréquents. Le détail des points à revoir est peut-être précisé sur la page de discussion.
- Les titres sont pré-formatés par le logiciel. Ils ne sont ni en capitales, ni en gras.
- Le texte ne doit pas être écrit en capitales (les noms de famille non plus), ni en gras, ni en italique, ni en « petit »…
- Le gras n'est utilisé que pour surligner le titre de l'article dans l'introduction, une seule fois.
- L'italique est rarement utilisé : mots en langue étrangère, titres d'œuvres, noms de bateaux, etc.
- Les citations ne sont pas en italique mais en corps de texte normal. Elles sont entourées par des guillemets français : « et ».
- Les listes à puces sont à éviter, des paragraphes rédigés étant largement préférés. Les tableaux sont à réserver à la présentation de données structurées (résultats, etc.).
- Les appels de note de bas de page (petits chiffres en exposant, introduits par l'outil «  Source ») sont à placer entre la fin de phrase et le point final[comme ça].
- Les liens internes (vers d'autres articles de Wikipédia) sont à choisir avec parcimonie. Créez des liens vers des articles approfondissant le sujet. Les termes génériques sans rapport avec le sujet sont à éviter, ainsi que les répétitions de liens vers un même terme.
- Les liens externes sont à placer uniquement dans une section « Liens externes », à la fin de l'article. Ces liens sont à choisir avec parcimonie suivant les règles définies. Si un lien sert de source à l'article, son insertion dans le texte est à faire par les notes de bas de page.
- La présentation des références doit suivre les conventions bibliographiques. Il est recommandé d'utiliser les modèles {{Ouvrage}}, {{Chapitre}}, {{Article}}, {{Lien web}} et/ou {{Bibliographie}}. Le mode d'édition visuel peut mettre en forme automatiquement les références.
- Insérer une infobox (cadre d'informations à droite) n'est pas obligatoire pour parachever la mise en page.

Pour une aide détaillée, merci de consulter Aide:Wikification.
Si vous pensez que ces points ont été résolus, vous pouvez retirer ce bandeau et améliorer la mise en forme d'un autre article.
Ne doit pas être confondu avec Crise corse.
Le conflit corse est un conflit armé en Corse qui a débuté en 1976 opposant les forces armées françaises aux nationalistes corses.

## 1970: «Attirer l'attention sur la Corse»
À la suite de sa salve d'ouverture le 4 mai, le Front de libération nationale de la Corse (FLNC) a lancé une autre série d'attentats à la bombe à travers l'île le 20 mai. La série d'attentats et l'émergence du FLNC ont coïncidé avec le procès de dix membres de l'Action régionaliste corse, récemment interdite. Les procureurs ont affirmé que les hommes avaient été impliqués dans la mort par balle de deux policiers français cet été-là. Au cours de l'été, le FLNC est devenu plus actif et, dans la nuit du 17 juillet, il a mené une nouvelle vague d'attaques qui comprenait une attaque à la roquette et au mortier contre la gendarmerie d'Aghione, qui impliquait l'utilisation d'un lance-grenades américain M79. Cette hypothèse a augmenté selon laquelle le FLNC était fourni par la Libye, qui approvisionnait à l'époque d'autres groupes révolutionnaires en Europe, y compris l'IRA provisoire. En septembre 1976, le FLNC tentait d'assassiner de hauts responsables militaires français. Lors d'incidents séparés dans la ville de Corte, un assassinat général a manqué de peu alors que sa voiture était criblée de balles; son chauffeur a perdu une oreille dans l'attaque. Pendant ce temps, la maison d'un autre officier supérieur de la ville a été la cible d'un attentat à la bombe. Le 7 septembre, sept miliciens masqués ont détourné et on fait exploser à la dynamite un Boeing 707 stationné à l'aéroport d'Ajaccio.
Le début de l'année 1977 a vu peu d'activité du FLNC. En avril, plusieurs attaques ont eu lieu contre des locaux associés aux nationalistes corses et au FLNC. Les attentats ont été revendiqués par un nouveau groupe se faisant appeler FRANCIA (Front d'action nouvelle contre l'indépendance et l'autonomie). Bien que d'autres groupes anti-séparatistes existent en Corse, FRANCIA semble être le seul groupe capable de mener de véritables attaques. Le 14 mai, ce groupe a détruit l'imprimerie d'Arritti (une publication nationaliste corse) lors d'un attentat à la bombe. Le FLNC a répondu aux attaques du 24 mai en menant un raid sur l'avant-poste de l'armée française à Fort-Lacroix, près de Bastia, où huit militants armés ont fait sauter des installations sans fil après avoir soumis les sentinelles. Début juin, ils ont détruit une grande partie de la gare de Bastia lors d'un attentat à la bombe; un mois plus tard, le FLNC a lancé une offensive de nuit contre 27 cibles françaises, suivie du plasticage de la station de relais de télévision de Serra di Pigno,. Dans la nuit du 13 janvier 1978, neuf miliciens armés portant des cagoules ont pris d'assaut et ont bombardé la station radar de l'OTAN à Solenzara à l'aide de 40 kg d'explosifs, dans le cadre de l'« opération Zara »,,,.
Le FLNC a subi un sérieux revers en mai 1978 lorsque 27 membres présumés ont été arrêtés en Corse et en France. La police est tombée sur un dépôt d'armes du FLNC dans la ville de Cardo au cours d'une enquête sur un cambriolage ordinaire. Alors qu'elle se trouvait sur les lieux, la police a remarqué des hommes à proximité qui déplaçaient ce qui ressemblait à des armes. À la suite de cet incident, plus de 300 personnes ont été interrogées et plus de 60 détenues par les autorités. D'autres suspects sont arrêtés à Paris, Nice et Lyon. En décembre 1978, le FLNC a multiplié les attaques contre les casernes de police - lors d'un incident, la base de gendarmerie de Borgo a été la cible de tirs de mitrailleuses lourdes - ce qui a fait craindre que le FLNC ne commence à concentrer ses attaques sur des personnes ainsi que sur des cibles matérielles. À cette époque, le FLNC a également commencé à demander que ses prisonniers soient traités comme des prisonniers politiques.

## 1980: «Une nouvelle offensive»
En 1979, le nombre d'attentats du FLNC augmente ; en deux mois, de janvier à début mars, on dénombre plus de 115 attentats à la bombe sur l'île. Cependant, en juillet, plusieurs de ses militants sont capturés et condamnés à de longues peines de prison, ce qui entraîne un manque d'action ou d'activité de la part du FLNC.[Quoi ?]. Le Front a annoncé qu'il allait maintenant lancer une « nouvelle offensive dans la lutte de libération » et a conseillé aux Corses membres de la police ou de l'armée de quitter l'île. Le 10 mars, dix banques à travers la Corse ont été attaquées à la voiture piégée par le FLNC. Puis, le 10 avril, trois banques parisiennes sont également endommagées par des explosions, et plus tard, le Palais de justice de Paris est dévasté par une bombe à retardement dont les dégâts s'élèvent à plus de 3 millions de francs. La fin des années 70 et le début des années 80 marquent un changement décisif de la politique du FLNC, similaire à celle de l'IRA. Le FLNC décide désormais de « porter le problème corse aux Français » en menant des attentats à la bombe sur le continent français. Le 6 mai 1979, le FLNC réussit à faire sauter 20 banques à Paris et le 30 mai, d'autres banques sont endommagées par des explosions. Début juin, le FLNC revient aux activités sur l'île elle-même avec 25 explosions majeures et un attentat à la voiture piégée contre le quartier général de la police à Paris. Le 14 mai 1980, le FLNC a fait exploser le palais de justice de Paris et a également attaqué à la mitrailleuse quatre gendarmes qui gardaient l'ambassade d'Iran, faisant trois blessés.
L'année 1980 a également vu les partisans du FLNC devenir plus visibles en termes de protestations et d'activités politiques. Le FLNC a continué à demander que ses prisonniers obtiennent un statut politique. Les manifestations de masse en faveur du statut politique des prisonniers corses sont fréquentes et les partisans du FLNC participent activement à toutes les manifestations que l'on peut qualifier de « Corses contre Français ». En novembre 1980, 12 prisonniers du FLNC à Paris entament une grève de la faim pour protester contre l'inégalité de traitement des prisonniers nationalistes corses. Cette protestation a coïncidé avec celle de six grévistes de la faim de l'IRA en Irlande du Nord. Les prisonniers corses ont été nourris de force pendant plusieurs semaines avant de mettre fin à leur grève. Le 1er avril 1981, le FLNC appelle à un cessez-le-feu pour la durée des élections présidentielles et, après la victoire de François Mitterrand, annonce qu'il prolongera le cessez-le-feu pour « voir comment les choses évoluent ».
Le 18 septembre, le FLNC a annoncé la fin de son cessez-le-feu lors d'une conférence de presse tenue dans les montagnes du centre de la Corse. Il condamne les autonomistes qui tentent d'utiliser les « voies habituelles et inutiles » du système politique et s'oppose à la « politique d'apaisement » de la France avant d'affirmer que la lutte armée reprendra et que le FLNC ne déposera pas les armes.
Le 19 août 1982, le FLNC a lancé sa nuit de violence la plus spectaculaire avec la « violente nuit bleue », au cours de laquelle 99 attaques ont été menées contre des cibles gouvernementales.
Au milieu des années 1980, l'organisation a également intensifié ses attaques contre les trafiquants de drogue présumés, en tuant quatre en l'espace de douze mois en 1986.
En 1988, une trêve est conclue entre le gouvernement français et le FLNC. Cependant, ce cessez-le-feu n'a pas été bien accueilli par certains membres de l'organisation, ce qui a entraîné une scission au sein du mouvement.

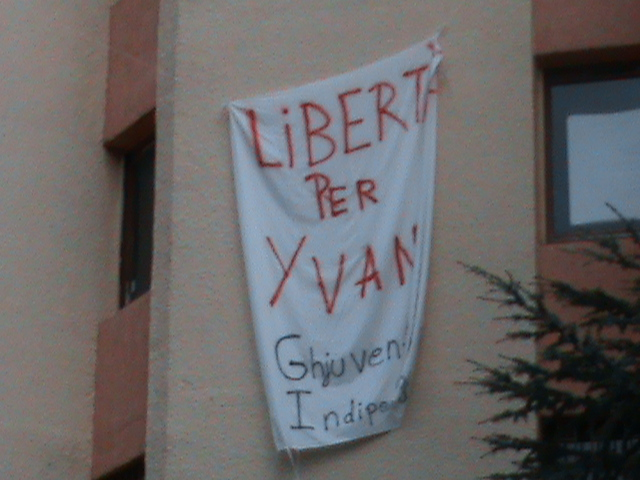
Une banderole érigée par les membres de Ghjuventù Indipendentista appelant à la libération d'Yvan Colonna. De nombreuses banderoles et graffitis, dans et autour de l'Université de Corse-Pascal-Paoli à Corte, sont apparus montrant le soutien au FLNC et à l'indépendance de la Corse.

## 1990: Querelles internes et assassinat de Claude Érignac
Les années 1990 ont vu l'organisation du FLNC se déchirer à travers une série de querelles internes meurtrières. Ces scissions et ces querelles s'expliquent en grande partie par les rivalités politiques des membres de l'organisation ainsi que par des conflits personnels.
L'année 1991 a vu l'une des premières fusillades entre le FLNC et les gendarmes militaires, lorsqu'un commando du FLNC a réussi à sortir d'une embuscade et à s'échapper. La même année, le FLNC a mené une attaque contre une raffinerie sur l'île voisine de Sardaigne.
En décembre 1996, le FLNC a commencé une offensive de Noël à travers la Corse. À Figari, le FLNC a lancé une attaque à la mitrailleuse contre des casernes militaires, tandis qu'à Zicavo, une attaque à la grenade a été menée contre le commissariat de police,. En 1997, la faction Canal-Habituel du FLNC a demandé un cessez-le-feu, ce qui a conduit la faction Canal Historique à tenter de prendre le contrôle de l'organisation et à lancer une nouvelle offensive. En 1998, les attaques du FLNC se multiplient, faisant des morts parmi les policiers et les maires. L'offensive culmine avec l'assassinat de Claude Érignac à Ajaccio. Érignac était le préfet français de Corse et le plus haut représentant de la République française sur l'île. L'attentat est fortement médiatisé et critiqué par la population locale, au point que le FLNC est contraint de nier sa responsabilité, tandis que le consensus pour l'indépendance atteint son plus bas niveau historique au sein de la population (6 %). Des scissions, des querelles internes, des cessez-le-feu et des ruptures de cessez-le-feu ont caractérisé le FLNC depuis 1999.

## 2000: «Réunification des factions internes»
Le FLNC a poursuivi ses attaques dans les années 2000, bien qu'à un rythme beaucoup plus lent qu'à la fin des années 1970. De nombreuses bombes du FLNC n'ont pas explosé ou les attaques ont dû être annulées. Néanmoins, le FLNC a réussi à mener un certain nombre d'attaques réussies, notamment l'attentat à la bombe de 2002 contre une caserne militaire à Lumio, qui a blessé plusieurs gendarmes, des attentats à la bombe contre plusieurs hôtels à Marseille en 2004 et des attaques à la roquette contre plusieurs casernes en 2007.
En 2009, il a perpétré un attentat à la voiture piégée contre une caserne de gendarmerie à Vescovato. Le FLNC a également affirmé que toutes les différentes factions s'étaient réunifiées. Au début des années 2000, le FLNC avait été divisé entre le FLNC-UC, le FLNC-1976 et le FLNC-22 octobre.
Le FLNC a poursuivi ses attaques contre les propriétés des Français de métropole vivant en Corse. Fin 2011, le groupe a publié une déclaration dans laquelle il a revendiqué 38 attentats à la bombe au cours des 4 mois précédents. Dans cette déclaration, le groupe armé a déclaré qu'il « resterait attentif et ne laisserait jamais passer une occasion de paix ».

## 2010: Cessation des hostilités et incidents mineurs
En juin 2014, le FLNC-UC a annoncé la cessation de la lutte armée, déclarant que le Front a « décidé de s'engager unilatéralement dans un processus de démilitarisation et de sortie progressive de la clandestinité »,. Le 3 mai 2016, le FLNC-22 a annoncé qu'il allait « mettre fin aux opérations militaires » d'ici octobre 2016, à l'instar du FLNC-UC, afin de permettre à la nouvelle assemblée de l'île, dirigée par les nationalistes, « de remplir son mandat dans le calme »,. En juillet 2016, le FLNC-22 a averti d'une « réponse déterminée, sans aucun état d'âme » pour toute attaque djihadiste en Corse.
Malgré la cessation officielle des hostilités en 2014, un certain nombre d'attaques ont eu lieu dans les années 2010, très probablement menées par de petits groupes dissidents. Le 15 octobre 2016, des émeutes ont éclaté à Bastia à la suite de la condamnation de trois nationalistes pour un attentat à la bombe en 2012. Des cocktails Molotov et des projectiles ont été lancés sur la police. En mars 2019, avant la visite du président Emmanuel Macron en Corse le 4 avril, deux villas ont été bombardées sans faire de blessés. Puis, trois jours seulement avant l'arrivée du président Emmanuel Macron, deux engins explosifs artisanaux ont été trouvés devant des bâtiments gouvernementaux à Bastia. Fin septembre 2019, un groupe de nationalistes corses, dont l'un était armé, a annoncé la renaissance du FLNC dans un message vidéo. Le groupe a menacé d'attaquer les biens des investisseurs étrangers et a demandé que la vente de terres à des non-Corses soit interdite. Encore une fois, le 14 juillet 2020, un groupe de quatre militants armés a tenu un discours public dans un village à 50 kilomètres de Bastia. Le groupe a revendiqué un incident de tir à la gendarmerie de Montesoro à Bastia et a laissé un tract demandant l'enseignement obligatoire du corse en maternelle et la limitation des touristes à deux fois la population de l'île pendant les mois d'affluence.

## 2022: Meurtre d'Yvan Colonna, troubles et nouveau groupe clandestins.
Le 14 juillet 2020, des hommes armés se réclamant du FLNC font irruption dans une réunion publique pour lire une déclaration, appelant le gouvernement français à quitter la Corse, à libérer les prisonniers politiques corses et revendiquent une récente fusillade contre un poste de police à Bastia comme l'une de leurs attaques. Un homme tire alors quatre coups de feu en l'air et le groupe repart. Le lendemain, le groupe revendique un attentat à la bombe commis dans la nuit contre le siège du groupe départemental de gendarmerie dans la caserne de Montesoro à Bastia. Cependant, l'attentat n'a fait ni blessé ni dégâts matériels, au point que seul le fait que le bruit de l'explosion ait été entendu semble confirmer que l'attentat ait bien eu lieu.
Le 5 mai 2021, 45 ans jour pour jour après la création du FLNC en 1976, une nouvelle branche appelé "FLNC Maghju 21" annonce par conférences de presse clandestine sa création. Le nouveau groupe armé annonce un "redéploiement tactique", dans l'attente "de l'amorce de l'état Français d'un véritable processus politique de règlement de la question nationale Corse".
En septembre 2021 le FLNC menace clairement de revenir à la lutte armée. "La structure clandestine, qui réunit l'Union des combattants et le 22 octobre, estime dans un communiqué authentifié que la voie de la paix, face à Paris, est un échec. Et que les élus nationalistes au pouvoir n'y changeront rien."
À la suite de l'agression en prison d'Yvan Colonna par un islamiste et des émeutes populaires qui s'ensuivirent en Corse, le FLNC a menacé, le 16 mars 2022, de reprendre la lutte armée. Le mouvement va mettre ses menaces à exécution en revendiquant, via un communiqué transmis aux médias corses le 11 juillet 2022, une liste de 16 actions comprenant l'incendie de 36 bungalows dans un camping près d'Aleria, le plasticage de résidences secondaires à Brandu, Carghjè ou encore Corte ainsi que des attaques envers des véhicules appartenant à des policiers à Bastia et des entreprises du BTP en Haute-Corse. La revendication de ces attaques intervient à 10 jours de la venue du Ministre de l'Intérieur, Gérald Darmanin, sur l'île.
Les 01 et 05 décembre 2022, des arrestations touchent les milieux nationalistes corses. Onze personnes sont interpelées dans le cadre d'une enquête ouverte en mai 2021 par le PNAT (Parquet National Anti-terroriste) pour des faits d'associations de malfaiteurs terroristes. Parmi la liste des interpelés figure notamment Charles Pieri, soupçonné d'être l'un des piliers de l'organisation nationaliste, mais également des membres de l'exécutif et des militants de Corsica Libera. Si les dix autres personnes ont été relâchées à la suite de garde à vue en Corse et à Paris, ce n'est pas le cas de Charles Pieri qui est encore à l'heure actuelle en détention provisoire en région parisienne dans l'attente de son procès.
Le 21 mars 2023, un an jour pour jour après la mort d'Yvan Colonna, le FLNC revendique via un communiqué de trois pages transmis au journal Corse-Matin 17 attentats commis entre avril 2022 et le 19 mars 2023. Dans ce communiqué, le FLNC exprime une critique de l'autorité préfectorale et de sa main mise sur les dossiers politiques en Corse, sur la majorité territoriale qu'il estime ne pas être assez ferme dans les discussions en cours avec l'état et met également en garde les banques qui "financent les prêts à la construction ou l'achat de maison aux français" et les assurances qui "assurent leurs biens". Enfin, le dernier paragraphe du texte est consacré au mouvement clandestin Ghjuventù Clandestina Corsa (GCC).
Le 9 octobre 2023, le FLNC revendique des explosions touchant une dizaine de villas, un ancien centre des impôts à Ajaccio et cinq lotissements, majoritairement des résidences secondaires. Ces explosions surviennent dans les deux départements de l'île et ce sont au total 27 attentats ou tentatives d'attentats qui sont signalés aux quatre coins de l'île. Le communiqué de revendication tient en une ligne : "Nous n'avons pas de destin commun avec la France. A FRANCIA FORA (la France dehors)". C'est la première nuit bleue avec une telle intensité depuis 2012.